# Derichebourg Multiservices
Derichebourg Multiservices, anciennement Penauille Polyservices, est un opérateur de services externalisés aux entreprises industrielles et tertiaires, services publics et collectivités, appartenant à Elior Group (dont 48,3 % du capital appartient au groupe Derichebourg). L'actuel président de Derichebourg Multiservices est Boris Derichebourg.

## Histoire
En 1970, l'entreprise de nettoyage Penauille Polyservices est créée, son siège social est à Boissy-Saint-Léger.
En 2005, l'entreprise emploie 55 000 salariés dont 30 000 en France
En 2007, CFF recycling acquiert Penauille Polyservices et prend le nom de Derichebourg. Cela donne naissance à deux pôles : Derichebourg Environnement et Derichebourg Multiservices.
En 2015, Derichebourg Multiservices se renforce avec plusieurs acquisitions et réorganisations dans les secteurs de la propreté, du nucléaire et de l'aéronautique. Le siège social est désormais à Créteil.
En 2017, le dispositif de l'Arrondi sur salaire est lancé pour ses 29 500 collaborateurs en faveur de 3 associations impliquées dans l’insertion sociale et la santé.
En 2018, l'entreprise ouvre Derichebourg FM, une nouvelle filiale spécialisée dans le facility management et se renforce avec plusieurs acquisitions et réorganisations dans les secteurs de la propreté.
En 2020, Derichebourg Multiservices déménage son siège social et s'installe dans la tour Derichebourg à Créteil, anciennement La Pernoderie, célèbre pyramide inversée du groupe Pernod-Ricard.
En 2021, Derichebourg Multiservices et Korian nouent un partenariat pour l’emploi et lancent le dispositif Passerelles de reconversion professionnelle permettant à des salariés issus du secteur des services d’accéder au métier d’aide-soignant.
En 2022, la filiale Derichebourg SNG (mobilier urbain et affichage) est vendue à Exterion Media et devient Bambooh. En décembre 2022, le Groupe Derichebourg monte sa participation dans Elior à 48,3 %, contre 24,63 % avant cette opération. Cette prise de participation est faite en échange de l'apport de Derichebourg Multiservices.
En 2023, la signature du protocole d'accord et du traité d'apport au sujet de la vente de Derichebourg Multiservices à Elior Group a été officialisée le 6 mars 2023 et votée en assemblée générale le 18 avril 2023.

## Activités
Derichebourg Multiservices a quatre activités. Elle vend des solutions au tertiaire et à l'industrie (propreté, nettoyage, accueil, maintenance...), réalise de la sous-traitance aéronautique, vend des prestations aux villes et anime des cabinets de recrutement et agences intérim.

## Filiales
L'entreprise a généré un chiffre d'affaires de 941 millions d’euros avec une présence dans 6 pays : France, Allemagne, Espagne, Portugal, États-Unis et Chine. Derichebourg Multiservices est passé de 20 000 à 36 826 collaborateurs ces dix dernières années. En 2022, l'entreprise compte plus de 15 filiales .